# Churnet
Churnet (ang. River Churnet) – rzeka w środkowej Anglii, w hrabstwie Staffordshire, dopływ Dove.
Źródło rzeki znajduje się na terenie parku narodowego Peak District, w civil parish Heathylee, na wysokości około 460 m n.p.m. W górnym biegu rzeka płynie w kierunku południowo-zachodnim i przepływa przez sztuczny zbiornik wodny Tittesworth Reservoir. Od północy i zachodu opływa miasto Leek, skręcając na południe. W środkowym i dolnym biegu kieruje się na południowy wschód, przepływając przez Cheddleton, Froghall, Oakamoor, Alton i Denstone. Za wsią Rocester wpada do rzeki Dove.
Na odcinku od Cheddleton do Froghall wzdłuż rzeki biegnie kanał Caldon Canal oraz linia kolei zabytkowej Churnet Valley Railway.